# Coupe de l'EHF masculine 1996-1997
Navigation
Coupe de l'EHF 1995-1996 Coupe de l'EHF 1997-1998
La Coupe de l'EHF 1996-1997 est la 16e édition de la Coupe de l'EHF masculine.
Organisée par la Fédération européenne de handball (EHF), la compétition est ouverte à 33 clubs de handball d'associations membres de l'EHF. Ces clubs sont qualifiés en fonction de leurs résultats dans leur pays d'origine lors de la saison 1995-1996.
Elle est remportée par le club allemand du SG Flensburg-Handewitt, vainqueur en finale du club danois du Virum-Sorgenfri HK,.

## Résultats

### Premier tour
| Club           | Aller   | Total   | Retour  | Club            |
| -------------- | ------- | ------- | ------- | --------------- |
| Arkatron Minsk | 25 – 21 | 57 – 48 | 32 – 27 | RK Bosna Visoko |

### Seizièmes de finale
| Club                    | Aller   | Total   | Retour  | Club                  |
| ----------------------- | ------- | ------- | ------- | --------------------- |
| SG Flensburg-Handewitt  | 27 – 16 | 50 – 37 | 23 – 21 | Kadetten Schaffhausen |
| HC Baník Karviná        | 26 – 20 | 57 – 39 | 31 – 19 | HBC Ness Ziona        |
| Elektromos Budapest     | 25 – 25 | 47 – 47 | 22 – 22 | RK Gorenje Velenje    |
| Kentro Neotitos Larnaka | 23 – 24 | 53 – 54 | 30 – 31 | Standard Luxembourg   |
| BM Granollers           | 24 – 19 | 52 – 38 | 28 – 19 | Union Beynoise        |
| RK Prespa Resen         | 16 – 11 | 37 – 32 | 21 – 23 | RK Partizan Belgrade  |
| Sporting Lisbonne       | 22 – 16 | 39 – 42 | 17 – 26 | Montpellier Handball  |
| CSKA Moscou             | 30 – 16 | 50 – 35 | 20 – 19 | Beşiktaş JK           |
| HC Sparkasse Bruck      | 27 – 17 | 43 – 38 | 16 – 21 | AS Fílippos Véria     |
| UMF Stjarnan Garðabær   | 22 – 18 | 38 – 35 | 16 – 17 | V&L Handbal Geleen    |
| Jurmalas PSK Riga       | 41 – 23 | 74 – 46 | 33 – 23 | HC Mamuli Tbilissi    |
| Academia Octavio Vigo   | 36 – 26 | 65 – 43 | 29 – 17 | Arkatron Minsk        |
| RK Karlovacka Banka     | 31 – 21 | 51 – 44 | 20 – 23 | WKS Slask Wroclaw     |
| Pallamano Prato         | 26 – 20 | 45 – 44 | 19 – 24 | Stavanger IF          |
| HC Minaur Baia Mare     | 20 – 17 | 37 – 44 | 17 – 27 | HK Drott Halmstad     |
| Switlotechnik Brovary   | 23 – 21 | 45 – 51 | 22 – 30 | Virum-Sorgenfri HK    |

### Huitièmes de finale
| Club                  | Aller   | Total   | Retour  | Club                   |
| --------------------- | ------- | ------- | ------- | ---------------------- |
| HC Baník Karviná      | 21 – 21 | 39 – 47 | 18 – 26 | SG Flensburg-Handewitt |
| Standard Luxembourg   | 12 – 37 | 30 – 74 | 18 – 37 | RK Gorenje Velenje     |
| RK Prespa Resen       | 22 – 16 | 44 – 46 | 22 – 30 | BM Granollers          |
| Montpellier Handball  | 24 – 18 | 41 – 35 | 17 – 17 | CSKA Moscou            |
| HC Sparkasse Bruck    | 24 – 33 | 59 – 65 | 35 – 32 | UMF Stjarnan Garðabær  |
| Academia Octavio Vigo | 31 – 23 | 67 – 47 | 36 – 24 | Jurmalas PSK Riga      |
| Pallamano Prato       | 18 – 15 | 38 – 37 | 20 – 22 | RK Karlovacka Banka    |
| HK Drott Halmstad     | 26 – 23 | 49 – 52 | 23 – 29 | Virum-Sorgenfri HK     |

### Quarts de finale
| Club                  | Aller   | Total   | Retour  | Club                   |
| --------------------- | ------- | ------- | ------- | ---------------------- |
| RK Gorenje Velenje    | 19 – 28 | 36 – 57 | 17 – 29 | SG Flensburg-Handewitt |
| Montpellier Handball  | 21 – 20 | 45 – 46 | 24 – 26 | BM Granollers          |
| UMF Stjarnan Garðabær | 26 – 28 | 45 – 56 | 19 – 28 | Academia Octavio Vigo  |
| Pallamano Prato       | 21 – 25 | 47 – 51 | 26 – 26 | Virum-Sorgenfri HK     |

### Demi-finales
| Club                  | Aller   | Total   | Retour  | Club                   |
| --------------------- | ------- | ------- | ------- | ---------------------- |
| BM Granollers         | 23 – 25 | 44 – 47 | 21 – 22 | SG Flensburg-Handewitt |
| Academia Octavio Vigo | 30 – 27 | 57 – 58 | 27 – 31 | Virum-Sorgenfri HK     |

### Finale
| Club               | Aller   | Total   | Retour  | Club                   |
| ------------------ | ------- | ------- | ------- | ---------------------- |
| Virum-Sorgenfri HK | 25 – 22 | 42 – 52 | 17 – 30 | SG Flensburg-Handewitt |